# Michal Doktor
Michal Doktor (* 2. října 1967 Lomnice nad Lužnicí) je český politik, v letech 1998 až 2013 poslanec Poslanecké sněmovny PČR za Jihočeský kraj za Občanskou demokratickou stranu. Z ODS vystoupil na protest proti jmenování spolustraníka Martina Kuby ministrem průmyslu a obchodu. Od ledna 2012 je členem politického hnutí Jihočeši 2012 a byl nezařazeným poslancem, v letech 2012 až 2016 také zastupitelem Jihočeského kraje.

## Vzdělání, profese a rodina
V letech 1981-1985 studoval na gymnáziu v Českých Budějovicích. Poté nastoupil jako pomocný dělník v zemědělství na Státní statek v Třeboni. V letech 1985-1988 pracoval jako programátor a počítačový operátor v Pragoinvestu. V období 1988-1998 působil na postu ekonoma a později člena představenstva výrobního družstva JIPRO v Lomnici nad Lužnicí. V letech 2001-2007 byl členem dozorčí rady České konsolidační agentury, od roku 2007 působí v dozorčí radě pivovaru Budvar. Je rozvedený, má syny Michala a Martina a dceru Adélu.

## Politická kariéra
Do ODS vstoupil v roce 1991. Mezi lety 1990-2002 zasedal v zastupitelstvu města Lomnice nad Lužnicí, kde v období 1992-1998 zastával funkci radního. Do tamního zastupitelstva byl zvolen za ODS v komunálních volbách roku 1994 a komunálních volbách roku 1998, neúspěšně sem kandidoval v komunálních volbách roku 2002 a komunálních volbách roku 2006, opětovně byl zvolen za ODS v komunálních volbách roku 2010.
Ve volbách 1998 byl zvolen členem dolní komory českého parlamentu, kde se ve svém prvním funkčním období věnoval činnosti v Zahraničním výboru a jako místopředseda v Podvýboru pro prezentaci České republiky v zahraničí. Ve volbách 2002 svůj mandát obhájil a věnoval se činnosti v Rozpočtovém výboru a předsedal Volebnímu podvýboru, stal se třetím místopředsedou poslaneckého klubu ODS. I ve volbách 2006 svůj post obhájil a ve sněmovně se věnoval činnosti ve výborech: organizačním, rozpočtovém, volebním a výboru pro obranu, předsedal Stálé komisi pro bankovnictví a krátce působil jako třetí místopředseda poslaneckého klubu ODS.
V roce 2010 byl v Jihočeském kraji do parlamentu zvolen ze 7. místa kandidátky, když se počtem preferenčních hlasů dostal na místo první. V letech 2010-2012 zasedal v sněmovním rozpočtovém výboru a byl jeho místopředsedou. V prosinci 2011 opustil poslanecký klub ODS. Následně zasedá v sněmovně jako nezařazený poslanec. Pro nesouhlas s jmenováním Martina Kuby do funkce ministra průmyslu a obchodu se totiž rozhodl vystoupit z ODS.
V lednu 2012 vstoupil do regionálního hnutí Jihočeši 2012. V krajských volbách roku 2012 byl za tuto formaci zvolen do Zastupitelstva Jihočeského kraje. Ve volbách v roce 2016 se pokoušel svůj mandát za JIH 12 obhájit, ale neuspěl.
Ve volbách do Poslanecké sněmovny PČR v roce 2013 kandidoval v Jihočeském kraji jako lídr strany Hlavu vzhůru, ale neuspěl.